# Stoczek (gromada w powiecie łukowskim/radzyńskim)
Stoczek (21 XI–31 XII 1958 Stoczek Kocki) – dawna gromada, czyli najmniejsza jednostka podziału terytorialnego Polskiej Rzeczypospolitej Ludowej w latach 1954–1972.
Gromady, z gromadzkimi radami narodowymi (GRN) jako organami władzy najniższego stopnia na wsi, funkcjonowały od reformy reorganizującej administrację wiejską przeprowadzonej jesienią 1954 do momentu ich zniesienia z dniem 1 stycznia 1973, tym samym wypierając organizację gminną w latach 1954–1972.
Gromadę Stoczek z siedzibą GRN w Stoczku (od 21 XI 1958 Stoczek Kocki) utworzono – jako jedną z 8759 gromad na obszarze Polski – w powiecie łukowskim w woj. lubelskim na mocy uchwały nr 13 WRN w Lublinie z dnia 5 października 1954. W skład jednostki weszły obszary dotychczasowych gromad Stoczek i Pieńki ze zniesionej gminy Białobrzegi oraz miejscowości Kawęczyn PGR, Krępa kol., Krępa wieś, Mościska kol., Nowiny Kawęczyn kol. i Zalesie z dotychczasowej gromady Krępa ze zniesionej gminy Łysobyki w tymże powiecie. Dla gromady ustalono 14 członków gromadzkiej rady narodowej.
1 stycznia 1958 gromadę włączono do powiatu radzyńskiego w tymże województwie.
1 stycznia 1959 gromadę Stoczek Kocki zniesiono, włączając jej obszar do gromady Poizdów w tymże powiecie.
Uwaga: Do końca 1957 roku Stoczek należał do powiatu łukowskiego w woj. lubelskim (drugim Stoczkiem w tym powiecie był Stoczek Łukowski). 1 stycznia 1958 roku Stoczek został przyłączony do powiatu radzyńskiego. Ponieważ w powiecie radzyńskim znajdował się już drugi Stoczek (przyłączony w 1956 roku z powiatu lubartowskiego, siedziba gromady Stoczek), w powiecie radzyńskim powstały dwie jednostki administracyjne o nazwie Stoczek. W związku z tym nazwę Stoczka pod Kockiem zmieniono 22 listopada 1958 na Stoczek Kocki. Ponadto w powiecie łukowskim powstała w 1961 roku trzecia jednostka o nazwie Stoczek z siedzibą w Stoczku (Łukowskim).